# Kočani Orkestar
Kočani Orkestar (mac. Кочани Оркестар) – romska orkiestra dęta z miasta Koczani w Macedonii Północnej.
Ich piosenka Siki, Siki Baba została wykorzystana w filmie Borat: Podpatrzone w Ameryce, aby Kazachstan rósł w siłę, a ludzie żyli dostatniej.

## Dyskografia
- A Gypsy Brass Band (1995)
- L’Orient Est Rouge (1998)
- Gypsy Mambo (1999)
- Cigance (2001)
- Ulixes (2001) (wspólnie z Harmonia Ensemble)
- Alone At My Wedding (2002)
- The Ravished Bride (2008)

Zespół występuje gościnnie na płycie Band of Gypsies zespołu Taraf de Haïdouks.